# 제1차 층서회의
제1차 층서회의는 1966년 조선민주주의인민공화국에서 열린 지질학 학술회의이다.

## 개요
제1차 층서회의는 1966년 12월 15일부터 3일간에 걸쳐 평양에서 개최되었다. 그 목적은 "지질탐사 사업을 촉진하고 과학연구사업을 현실의 요구에 맞게 발전시킬 목적"이라고 규명하고 있다.
회의에는 조선민주주의인민공화국 과학원 지질 및 지리학연구소, 김일성종합대학, 김책공업대학을 비롯한 각 대학들과 내각지질총국 산하 관계부문 과학기술자들이 참가하였다.
회의에서는 조선지질협회 강처순 위원장의 개회사에 이어 림순재 부교수의 보고가 있었다.
회의의 보고문에서는 해방 이후 조선민주주의인민공화국에서 1956년 ~ 1962년 사이에 진행된 축척 1:20만 지질조사사업과 광상지역에 대한 1:5만 지질조사사업이 완성되였으며 전지역에 걸친 1:5만 지질조사사업(1964년 ~ 1972년 사이 진행)이 진행되고 있으며 그 과정에서 새로운 계, 통이 설정되고 새로운 층이 발견되며 고생물학적, 절대년령 측정자료에 의해 층의 지질시대가 확증되고 있다고 발표하였다. 또한 과학적이론, 기존문헌조사, 야외답사를 통하여 합의된 통일적 견해를 세울 것에 대하여 지적하였다.

## 토론
보고가 끝난 후 류종락에 의해 시생대 및 하부원생대층, 최문경에 의해 상부원생대층, 동방기운에 의해 조선계(이후 황주계로 명명됨), 리명호는 두만계, 장성주는 평안계, 로영대는 제3기층을 주제로 주토론을 벌였다. 이 토론이 있은 다음에 림봉엽, 리죽남, 신명규 등 10여명이 토론에서 각자의 의견을 제시하였다.
토론에서는 황해계와 률라계의 호상관계, 임진계 홍점통의 하부경계와 입석통과 사동통에 대한 문제를 가지고 논쟁이 있었다.
황해계층에 대해서는 편마암층, 편암층, 안구상편마암층이 시생대에, 탄산염암층이 사당우통에, 결정편암층이 구현통에 속한다고 하면서 더 연구될 때까지 률라-옹진의 일부 변성암에 대해서만 조건적으로 률라층으로 보자는 의견이 제기되였다.
상원계에 대해서는 남부형 상원계와 북부형 상원계 문제, 묵천통과 멸악산통의 설정문제, 구현통 등에 대해서 토론이 진행되였다. 일부 토론자들은 남부형 상원계와 북부형 상원계가 모두 원생대 상세층이라고 주장하였다.
조선계에 대해서는 캄브리아기 중세층, 상세층, 오르도비스기 하세층을 독자적인 층으로 보자는 의견과 화석이 적고 시준층이 결여된 지역 또는 화석이 많이 나는 지역으로 갈라보자는 의견이 있었다.
임진계에 대해서는 암계의 상하경계문제와 시대의 미확정 문제에 의해 그것을 폐지하고 삭녕층과 현내리층으로 보자는 의견이 제시되였다.
홍점통의 기저에 대해서 그 기저를 홍자색점판암으로 보지 말고 흑색점판암층에서 발견된 석탄기 유공층화석에 바탕하여 그 경계를 하부로 내리자는 의견이 제기되였다.
사동통의 경우에는 사동통을 립석통과 사동통으로 분리하는 문제, 그의 상하부 경계문제, 사동통이 순수한 육성퇴적층인가에 대한 토론이 진행되였다.
이 외에 마천령계와 상원계, 낭림층군과의 호상관계 문제, 연천계를 폐지하느냐에 대한 문제, 의주통에 대한 문제 등에 대해서 토론이 있었다.

## 토론 결론
1. 낭림육괴의 핵부는 초변성작용을 가장 세게 받은 시생대습곡구조의 심부대에 해당되며, 육배사의 변두리와 평남분지의 습곡기반은 초변성작용의 영향을 상대적으로 약하게 받은 시생대습곡구조의 상부대에 해당된다.
2. 낭림육괴의 핵부는 육대퇴적피복층의 퇴적 시기 이전부터 퇴적된 후에도 융기작용을 세게 받아 시생대습곡구조의 심부대까지 깎여나가 드러난 구역이다.
3. 함북습곡대의 변성암층들은 모두 하부원생대층이며 이들을 무산층군이라 한다. 지층의 놓임상태와 암석학적 특징에 따라 아래로 무산층과 고무산층으로 가르며, 무산·락산·부윤지역의 쇄설기원 변성암층이 무산층의 아래층, 분출암류의 변성암인 부거통이 무산층의 우에 얹혀있다.
4. 두만계의 부거통이 삼해암군에 의해 뚫려있고 부거통과 락산통에서는 화석이 전혀 발견되지 않고 부거-라진일대 두만계층의 주향과 다르므로 무산층군으로 정한다.
5. 상원계는 퇴적암석학적 특징과 화석에 의해 아래에서부터 우로 직현통, 사당우통, 묵천통, 멸악산통으로 나눈다.
6. 평남분지의 중부지역 상원계가 남부지역 상원계와 암상적으로나 그 두께에 있어서 차이가 인지되므로 북부지역의 특징에 맞게 직현통을 아래로부터 우로 수안층, 신성리층, 물금산층, 희창층으로, 사당우통은 내동층, 오봉산층, 마전리층으로 나눈다.
7. 혜산-리원육향사 상원계의 통들의 이름을 평남분지에서와 같은 통으로 구분한다.
8. 캄브리아기층을 하세층, 중세 하부층, 중세 중부-상부층 및 상세층으로, 오르도비스기층은 하세층과 중세층으로 가르고 세층들을 독립적인 통으로 나눈다.
9. 금야지방의 제3기층을 진수리통과 창서분통으로 나누고 그 시대를 중신세로 본다.

## 종료
회의 마지막날에는 박성욱 부교수에 의한 종합토론이 있었다. 또한 지층구분 및 명명규약이 채택되였으며 지층명명위원회가 발족, 위원장으로 박성욱 부교수가 임명되였다.

## 참고 문헌
- 학계소식. 지질과 지리, 1967년 제 1호
- 리죽남 외. 조선지질구성 (1). 공업출판사, 1990
- 류종락 외. 조선지질구성 (2). 공업출판사, 1990